# Vera Gutkina
Vera Gutkina (russo: Вера Гуткина; Mosca, 9 febbraio 1953 – Gerusalemme, 22 dicembre 2022) è stata una pittrice, poetessa e scrittrice russa naturalizzata israeliana.

## Biografia
Vera Gutkina nacque a Mosca nel 1953 in una famiglia di scienziati. Suo padre, Avram Gutkin, servì nell Armata Rossa durante la Seconda Guerra Mondiale e fu poi professore di fisica presso l'Istituto di Elettrotecnica di Mosca . Sua madre, Faina Tsizinya, era ingegnera, e suo fratello, Yevgeny Gutkin, professore di matematica presso la University of Southern California   e l'Università Niccolò Copernico di Toruń . Vera Gutkina e suo padre furono refusenik per molti anni .
Nel 1977 Vera Gutkina conseguì un master in ingegneria, ma non esercitò mai la professione. Dedicò invece la sua vita alla pittura e alla scrittura. Il pittore russo Vladimir Stranikh, allievo dell'impressionista Konstantin Korovin, la accolse come allieva a 21 anni, e Gutkina studiò con lui per diversi anni .

## Israele
Gutkina emigrò in Israele nel 1982 per stabilirsi a Gerusalemme. Le sue opere sono state esposte in mostre permanenti alla Galleria Nora, Galleria Ella, Casa degli Artisti di Gerusalemme e Galleria Horace Richter a Giaffa , oltre che in mostre personali e collettive a Tel Aviv , Toronto , Ottawa , New York , Firenze  e Parigi .

## Premi e borse di studio
Nel 1988 Vera Gutkina ha ricevuto una borsa di studio dal Ministero dell'Istruzione e della Cultura per dipingere presso la Cité internationale des arts di Parigi. Nel corso della sua vita vi è tornata più volte, lavorando lì a diverse delle sue principali serie pittoriche .
Ha ricevuto diversi premi artistici, tra cui il Premio Gelber Zeil (1982), il Premio Yosef Kolkovsky (1985) e il Premio Shoshana Ish-Shalom (2013), conferitole dalla Casa degli Artisti di Gerusalemme .

## Stile artistico
Le sue prime opere, create in Unione Sovietica, erano caratterizzate da tonalità scure. In Israele, la sua arte divenne più colorata ed espressiva. Secondo la curatrice e giornalista Rachel Azuz, la qualità della luce in Israele potrebbe aver influenzato questo cambiamento . La critica d'arte Tali Tamir ha descritto Gutkina come un'artista che "ha raggiunto un livello di libertà personale e intensità cromatica tale da creare una qualità pittorica che si giustifica da sola."  Nel documentario Brushwork, Gutkina dichiarò: "Il colore è la mia lingua madre." 
Gutkina ha esplorato nei suoi lavori temi come Gerusalemme, Parigi, Venezia e il buddhismo zen. Ha dedicato ampie serie alla pittura di angeli e uccelli. Durante la sua carriera ha continuato a dipingere ritratti, autoritratti, paesaggi e nature morte. Uno dei suoi ritratti più noti è quello di Rav Abraham Isaac Kook, primo rabbino capo ashkenazita della Palestina, oggi in mostra permanente nella Casa di Rav Kook a Gerusalemme.
Gideon Ofrat, esperto di storia dell'arte israeliana, ha riconosciuto in Gutkina "una notevole capacità di unire conoscenza artistica, una misurata consapevolezza modernista e profonda sensibilità umana". Secondo Ofrat, Gutkina ha proseguito "la tradizione modernista russa di Robert Falk, l'artista che costruì il ponte tra l'impressionismo post-parigino e il cubismo russo".
La giuria del Premio Shoshana Ish-Shalom, che assegnò il riconoscimento a Vera Gutkina nel 2013, dichiarò nella sua motivazione: "Le immagini che oscillano tra lo spirituale e il terreno emergono nei dipinti di Vera Gutkina e appaiono allo spettatore come una sorta di miraggio. [...] Questa combinazione di un'immagine che si muove sull'asse sottile tra figurazione e astrazione da un lato e una tecnica grafica ma al tempo stesso elaborata dall'altro conferisce alle opere una complessità elevata e un aspetto estetico affascinante." La giuria sottolineò inoltre: "La sua scelta di presentare le tele come superfici murali non incorniciate richiama riferimenti religiosi cristiani – icone in chiese remote, oscure e impolverate – e fonde la tradizione artistica religiosa con quella laica." 

## Impegno sociale
Nel 1994 Gutkina condusse una battaglia legale e sociale per ottenere giustizia e risarcimento per le vittime di una frode finanziaria commessa dall'organizzazione Israsov. I membri dell'organizzazione avevano rubato circa 18 milioni di dollari a 600 famiglie di immigrati, fingendo di aiutare e trasferire i beni degli ebrei russi in Israele. Una delle vittime fu la madre di Gutkina. Gutkina fondò l'associazione Sud, che riuniva le vittime della truffa ed era rappresentata legalmente dall'avvocato Yaakov Hessdai. Alla fine del processo, Leonid Roitman, capo dell'organizzazione Israsov, fu condannato a dieci anni di carcere . Lo Stato risarcì le vittime con il 75% della somma sottratta.
Durante quel periodo, Gutkina dipinse una serie di opere a tema politico intitolata "Meat Grinder", esposta in una mostra personale alla Casa degli Artisti di Gerusalemme nel 2002.

## Attività letteraria
Gutkina ha scritto e pubblicato tre libri in lingua russa :
"Una latrina con i coccodrilli" (2000) – un memoir che documenta le sue esperienze nella lotta contro Israsov
"All'inaugurazione: (a cielo aperto)" (2001) – una raccolta di opere teatrali scritta insieme ad Anika Tugarev
"Nel labirinto" (2003) – una raccolta di poesie

## Vita privata
Nel 1983 Gutkina sposò Abrasha Rachkovski, un sopravvissuto alla Shoah emigrato in Israele dall'Unione Sovietica (Lituania) . La coppia divorziò nel 1995. Hanno avuto due figlie: Aviva Rot e Tamar Rachkovsky.
Nel 2015 Tamar Rachkovsky ha girato il documentario "Russian Face", che esplora l'opera di Gutkina e il rapporto tra maternità e arte .
Gutkina è morta nel 2022 ed è stata sepolta sul Monte degli Ulivi a Gerusalemme.